# Opendatabot
Опендатабот (opendatabot.ua) — це українська компанія, що надає доступ до державних даних з основних публічних реєстрів для громадян та бізнесу.
Для громадян доступні сервіси сповіщень про борги та суди, перевірка даних для захисту від шахраїв, перевірка транспорту та нерухомості.
На базі Опендатабот створюються різноманітні ІТ-сервіси, які дозволяють захистити компанії від рейдерських захоплень, контролювати контрагентів та турбуватися про співробітників. Дані платформи доступні через API в будь-яких CRM/ERP системах.

## Продукти компанії Опендатабот
- Чатбот Опендатабот в Telegram та Viber. Сервіс надає актуальну інформацію про компанії, підприємців, актуальність паспортних даних, а також дозволяє фопам подати звіти в податкову та заплатити податки.
- iOS/Android додаток.
- Пошуковик по судовому реєстру «Бабуся».
- API з аналітикою і даними в режимі реального часу.
- Опендатабот доступний в обліковій системі 1С, CRM системи Onebox і BPMOnline.

## Історія компанії

### 2021
- За результатами дослідження Опендатабот про криптовалюти НАЗК [Архівовано 29 липня 2021 у Wayback Machine.] почав перевірки декларацій — Голову регуляторної служби було відсторонено[1].
- У 835 постанову [Архівовано 24 листопада 2021 у Wayback Machine.] було додано принципи відкритих даних, які запропонували Опендатабот.
- Фінансова звітність, за яку виступав Опендатабот у Маніфесті відкритого бізнесу, була опублікована ДФС[2] і розміщена в кожній компанії на сайті та в боті.

### 2020
- Президент підписав пропозицію Опендатабот щодо протидії рейдерству[3] — видалення компаній з ЄДР та проведення реєстраційних дій за відсутність ЕЦП стало неможливим.
- Під час локдауну українці почали отримувати сповіщення про найважливіші події та обмеження, що пов’язані з карантинними заходами. А також почав публікувати щотижневу статистику про вплив карантину на бізнес [Архівовано 24 листопада 2021 у Wayback Machine.].

### 2019
- Опендатабот домігся щоденної публікації ЄДР і запустив безкоштовне сповіщення по смс та пошті[4] для власників про зміни в його компанії.
- Опендатабот отримав ріалтайм доступ до реєстру нерухомості, запущено безкоштовний моніторинг для власників нерухомості[5].
- Громадяни України почали отримувати безкоштовні повідомлення в Опендатабот про реєстрацію позову проти них у суді.

### 2018
- Опендатабот розробив нову версію порталу відкритих даних [Архівовано 11 лютого 2022 у Wayback Machine.]. Дані з українського порталу почали відповідати міжнародним стандартам й були перенесені на європейський портал відкритих даних.
- Опендатабот почав працювати з даними фізичних осіб — з’явилась можливість перевіряти транспртний засіб[6], паспорт[7], наявність боргів по аліментам[8], наявність в базі розшуку МВС[9].
- Опендатабот створив пошуковик по судовому реєстру “Бабуся”, який дозволяє швидко знаходити справи й підписуватися на них.

### 2017
- Відкрито реєстр бенефіціарів[10], за відкриття якого Опендатабот підписував петицію.
- Опендатабот отримав ріалтайм-доступ до ЄДР. Бізнес почав щоденно отримувати сповіщення про зміни в реєстрах.
- Користувачі Опендатабот отримали змогу отримувати сповіщення про суди за номерами справ та згадкам назви компанії.

### 2016
- Запущено моніторинг єдиного державного реєстру компаній — український бізнес отримав змогу моментально дізнаватися про зміни в своїй компанії та протидіяти рейдерським атакам.
- Було створено АРІ Опендатабот[недоступне посилання], компанії в Україні почали автоматизовувати роботу з державними даними.

## Принципи роботи
Опендатабот працює за такими принципами:
1. Відкриті дані мають захищати бізнес. Опендатабот працює виключно з відкритими ресурсами й ставить собі за мету — прискорювати відкриття державних даних.
2. Кожен українець має право контролювати свій бізнес. Опендатабот — це масовий сервіс, базова версія якого є безкоштовною.
3. API Опендатабот — відкриті. Це дозволяє інтегрувати його з інформаційними системами компаній.

## Доступні дані
Опендатабот моніторить наступні державні реєстри:
- Єдиний державний реєстр підприємців
- Єдиний реєстр судових рішень
- Інформація від Державної фіскальної служби України про наявність та розмір податкового боргу
- Інформація про планові перевірки
- Інформація про застосування спеціальних санкцій від Міністерства економічного розвитку і торгівлі України
- «Чорний список» Антимонопольного комітету (Зведені відомості про рішення органів АМКУ щодо визнання вчинення суб'єктами господарювання порушень законодавства про захист економічної конкуренції у вигляді антиконкурентних узгоджених дій, які стосувалися спотворення результатів торгів (тендерів)а також щодо можливого подальшого судового розгляду цих рішень, їх перевірки, перегляду органами Антимонопольного комітету України)[11]
- Реєстр виконавчих проваджень боржників[12]
- Розклад судових засідань
- Наявність свідоцтва ПДВ
- Графік планових перевірок
- Митний реєстр авторського права
- Реєстр корупціонерів
- Дані про реєстрацію автомобілів
- ДРОРМ

## Користувачі
На кінець 2021 року сервісом користується понад 3 000 000 громадян. Здебільшого це юристи, власники бізнесу та журналісти.
API Опендатабот використовують 550 компаній.